# Janirella sydneyae
Janirella sydneyae là một loài chân đều trong họ Janirellidae. Loài này được George miêu tả khoa học năm 2004.